# Пинк, Сидней
Сидней Пинк (англ. Sidney Pink; 16 марта 1916 — 12 октября 2002) — американский кинорежиссёр, продюсер, основоположник, совместно с Арчем Оболером, цветного кинематографа формата 3D. Известен, также, тем, что после просмотра спектакля пригласил на дебютную роль в своём фильме театрального актёра Дастина Хоффмана, тем самым «открыв» его широкому зрителю.

## Биография
Сидней Пинк родился 16 марта 1916 года в Питсбурге, Пенсильвания. Работал киномехаником в кинотеатре, принадлежавшем семье его жены. Получил экономическое образование в Университете Питтсбурга.
В 1952 году совместно с Арчем Оболером организует съёмки первого в истории кинематографа цветного, стереоскопического (ныне — 3D формат) фильма «Bwana Devil», который демонстрировался с помощью двойного проектора, и предполагал использование зрителями поляроидных фильтров-очков. В дальнейшем в качестве ассоциированного продюсера Сидней Пинк примет участие в создании более 50 стереофильмов. Продолжая эксперименты в технике кинопроизводства, в 1959 году он выпускает фильм «The Angry Red Planet» (рус. Злая красная планета), в котором выступает в качестве продюсера и одного из режиссёров. Технологические новшества, названные Пинком СинеМэджик, заключались в подсвечивании экрана розовым светом, смешении при монтаже позитивов и негативов отснятых сцен, резких изменениях фокусировки кинокамеры и освещённости главных и второстепенных объектов. По мнению Пинка это должно было создать при невысоких затратах максимальную зрелищность, особенно важную в фильмах на фантастическую тематику. Расчёты не оправдались, СинеМэджик оказался дорогим методом съёмок.
В 1966 году после посещения спектакля одной театральной студии Сидней Пинк заинтересовался талантом молодого актёра Дастина Хоффмана, которого впоследствии пригласил в свой очередной фильм «Миллион Мэдигана» или в авторском названии для проката в Италии — «1 доллар за 7 подлецов» (итал. Un dollaro per 7 vigliacchi). Случилось так, что этот фильм, снятый в 1966 году, вышел на экраны только в 1968 году (в США — 1969-м). А в декабре «1967 года состоялась премьера фильма Выпускник», снимавшегося в течение этого года и имевшего чрезвычайно большой успех, включая многочисленные награды и номинации актёрам. Таким образом, широкая аудитория зрителей узнала о Хоффмане уже в конце 1967 года, хотя заслуга представления его кинематографическому сообществу принадлежит именно Пинку.
Сидней Пинк скончался в 2002 году во Флориде после продолжительной болезни.

## Фильмография (избранное)
| Год  |   | Русское название              | Оригинальное название                           | Роль                          |
| ---- | - | ----------------------------- | ----------------------------------------------- | ----------------------------- |
| 1952 | ф | Bwana Devil                   | Bwana Devil                                     | Ассоциированный продюсер      |
| 1959 | ф | Злая красная планета          | The Angry Red Planet                            | Продюсер, сценарист           |
| 1961 | ф | Рептиликус                    | Reptilicus                                      | Продюсер, режиссёр, сценарист |
| 1962 | ф | Путешествие к седьмой планете | Journey To The Seventh Planet                   | Продюсер, режиссёр, сценарист |
| 1965 | ф | Палец на спусковом крючке     | Finger on the Trigger                           | Продюсер, режиссёр, сценарист |
| 1967 | ф | The Christmas Kid             | The Christmas Kid                               | Продюсер, режиссёр            |
| 1968 | ф | Миллион Мэдигана              | Madigan's Million / Un dollaro per 7 vigliacchi | Продюсер                      |